# Hazumi Jun
Shigetoshi Takahashi (高橋茂敏 Takahashi Shigetoshi, Cao Kiều Mậu Mẫn) sinh ngày 14 tháng 7 năm 1934, anh được biết nhiều với tên trên sân khấu làJun Hazumi (筈見純 Hazumi Jun), là một diễn viên lồng tiếng đến từ thủ đô Tōkyō gắn liền với những chương trình nghệ thuật. Trước đây,anh ấy từng làm việc tại Production Baobab. Giọng nói của anh từng được vígiống như là của Shinji Nakae và Gorō Naya.

## Vai

### Phim hoạt hình
- Batman: The Animated Series (Roland Daggett)
- Darkwing Duck (Negaduck)
- DNA^2 (Mori)
- The Flying House (Jesus Christ)
- Ginga Shippū Sasuraiger (John Anrock)
- H2 (Kantoku Shiroyama)
- Kikō Kai Garian (Dartath)
- Kyōryū Bōkenki Jura Tripper (King Ariharis)
- Trapp Ikka Monogatari (Kurt Schuschnigg)
- Uchū Majin Daikengō (Dareth)
- Yogi Bear (Ranger Smith)

### OVA
- Chinmoku no Kantai (Terrence B. Carver)
- Death Billiards (Elderly Man)
- Ginga Eiyū Densetsu (Oskar von Reuenthal's father)
- Kidō Senshi Gundam 0080: Pocket no Naka no Sensō (Ems Izuruha)
- Ninja Resurrection (Toda Godayu)
- Kidō Senshi Gundam 0083: Stardust Memory (Dick Allen (tập 2))

### Video games
- Tales of Rebirth (Randgriz)

### Vai lồng tiếng
- 48 Hrs. (Friday Road Show edition) (Captain Haden)
- Cherry 2000 (Additional voice)
- Dawn of the Dead (Sidney Berman)
- The French Connection phiên bản(Laserdisc) (Pierre Nicoli)
- Hellraiser (Pinhead)
- Houston Knights (Mikey)
- Howard the Duck (phiên bản Fuji TV) (Doctor Jenning/The Dark Overlord)
- JFK (Video edition) (Guy Banister)
- The Running Man (phiên bản TV Asahi) (Fireball)
- Star Trek V: The Final Frontier (DVD edition) (Captain James T. Kirk)
- Star Trek VI: The Undiscovered Country (phiên bản Video và DVD) (General Chang)
- Star Wars Episode V: The Empire Strikes Back (phiên bản Video và DVD) (General Veers)
- Star Wars Episode VI: Return of the Jedi (phiên bản Nippon TV) (General Madine)
- Tomorrow Never Dies (Video and DVD edition) (Admiral Roebuck)
- V (Martin Philip)